# Un piccolo grande eroe
Un piccolo grande eroe, conosciuto anche col titolo Tra l'incudine e il martello (Hammers Over the Anvil), è un film del 1993 diretto da Ann Turner ed interpretato da Charlotte Rampling e Russell Crowe. La storia è tratta da una serie di racconti dello scrittore australiano Alan Marshall.

## Trama
Il film è ambientato all'inizio del Novecento nell'Outback. Il quattordicenne Alan, ammalato di poliomielite, è costretto a camminare con l'uso delle stampelle. Alan, sogna di poter diventare un grande cavallerizzo come il suo grande eroe East Driscoll, solitario cowboy. La storia del ragazzo - che dovrà affrontare i tabù sociali, i primi sussulti amorosi, la morte di una cara amica e le proprie difficoltà fisiche - si intreccia con quella di East, che intraprende un amore proibito con Grace McAlister, lady inglese appena trasferita assieme al marito.